# Yao Jie (badmintonster)
Yao Jie (Hu Be dorp bij Wuhan, 10 april 1977) is een in China geboren en tot Nederlandse genaturaliseerde badmintonspeelster. Ze werd in 2002 Europees en in 2002 t/m 2005, 2007, 2009 en 2010 Nederlands kampioene enkelspel. In 2009 won ze tevens de dubbelspeltitel samen met Lotte Bruil-Jonathans.
Yao Jie won in 2003, 2008 en 2009 het vrouwen enkelspel op het Dutch Open, haalde in 2004, 2005 en 2010 de finale en trok zich in 2007 met een knieblessure terug uit de kwartfinale. In zowel 2004 als 2006 pakte ze brons op het EK.
De Chinees-Nederlandse nam voor Nederland deel aan de Olympische Zomerspelen 2004, waar ze in de tweede ronde verloor. Kwalificatie voor het Olympische toernooi van 2008 miste ze vanwege een blessure, waarna het NOC*NSF haar geen plek toewees. Eind april 2012 kwalificeerde zij zich wel voor de Spelen die later dat jaar in Londen worden gehouden.
Yao Jie speelde in het seizoen 2008/2009 voor Horsens Badminton Klub (Den) en in de seizoenen 2009/2010/2011 voor BC Amersfoort.

## Privé
Yao Jie trouwde in januari 2009 met badmintonner Eric Pang, die in 2009 voor het eerst Nederlands kampioen bij de mannen werd. De twee waren teamgenoten bij BC Amersfoort.
Ze wonen in Arnhem.